# Moira Burke
Moira Burke é uma cientista da computação estadunidense, que trabalha na área da interação humano-computador. Atualmente trabalha como cientista de dados para o Facebook.

## Educação
Burke obteve o bacharelado na Universidade de Oregon em 2001 e um PhD na Universidade Carnegie Mellon em 2011, orientada por Robert E. Kraut.

## Pesquisa
Enquanto na Universidade Carnegie Mellon Burke publicou um estudo que descobriu que conversar com amigos próximos no Facebook estava associado a um bem-estar melhorado. Em 2013 Burke e Kraut publicaram um estudo no qual descobriram que os usuários do Facebook que contatavam amigos íntimos sobre oportunidades de emprego eram mais propensos a encontrar emprego do que aqueles que contatavam conhecidos. Em 2014 Burke e Kraut publicaram um estudo que descobriu que a interação com outros usuários no Facebook aumenta a proximidade, independentemente de quanto esforço é posto nessa interação.